# Alessio De Sariis
Alessio De Sariis (Matera, XVIII sec. – XIX sec.) è stato un politico, giudice e scrittore italiano. È noto soprattutto come scrittore, per le sue opere di storia e giurisprudenza.

## Biografia
Era di Matera e fu governatore regio di San Valentino Torio, Sorrento, Pozzuoli e altre città. Fu anche giudice della Gran Corte della Vicaria, ma pereferì rinunciare alle responsabilità che questa carica comportava per potersi dedicare tranquillamente ai suoi studi. Pur essendo esonerato, conservò il titolo di giudice della corte anzidetta.
Il sanfedista Domenico Petromasi, nella prefazione della sua opera Storia della spedizione dell'Eminentissimo cardinale D. Fabrizio Ruffo (1801) criticò De Sariis perché copiò l'Itinerario (1799) di Antonino Cimbalo nella sua opera l'Italia infelice (1800) senza mai citarlo. Anche Domenico Petromasi la copiò per la sua opera, ma nella prefazione riconobbe di essersene avvalso.

## Opere
- Ricreazione per la gioventù nobile (6 voll.), Napoli, Vincenzo Orsini, 1787.[5][6]
- Codice delle leggi del Regno di Napoli (libro decimo), Napoli, Vincenzo Orsini, 1796.
- Codice delle leggi del Regno di Napoli (indice generale), vol. 13, Napoli, Vincenzo Orsini, 1792.
- Dell'Istoria del Regno di Napoli (parte prima), vol. 1, Napoli, Vincenzo Orsini.
- Dell'Istoria del Regno di Napoli (parte seconda), vol. 2, Napoli, Vincenzo Orsini, 1791.
- Dell'Istoria del Regno di Napoli (parte terza e quarta), vol. 3, Napoli, Vincenzo Orsini, 1792.
- Dell'Istoria del Regno di Napoli (indice), Napoli, Vincenzo Orsini, 1797.
- L'Italia infelice per i francesi, vol. 1, Napoli, Vincenzo Orsini, 1800.
- L'Italia infelice per i francesi, vol. 2, Napoli, Vincenzo Orsini.
- Termologia Puteolana, Napoli, Vincenzo Orsini, 1800.
- I Romani in Grecia (attribuzione dubbia).[7]